# Leslie Marr
Leslie Marr   (Durham, 14 d'agost de 1922 - Gimingham, 4 de maig de 2021) va ser un pilot de curses automobilístiques britànic que va arribar a disputar curses de Fórmula 1. Va debutar a la cinquena cursa de la Temporada 1954 de Fórmula 1, la cinquena temporada de la història, del campionat del món de la Fórmula 1, disputant el 17 de juliol del 1954 el GP de Gran Bretanya al Circuit de Silverstone. Leslie Marr va participar en dues curses puntuables pel campionat de la F1, disputades en dues temporades diferents (1954 i 1955) no assolí cap punt pel campionat de pilots.

## Resultats a la Fórmula 1
| Any  | Equip       | Xassís    | Motor       | 1   | 2   | 3   | 4   | 5      | 6       | 7   | 8   | 9   | Posició | Punts |
| ---- | ----------- | --------- | ----------- | --- | --- | --- | --- | ------ | ------- | --- | --- | --- | ------- | ----- |
| 1954 | Leslie Marr | Connaught | Lea-Francis | ARG | 500 | BEL | FRA | GBR 13 | ALE     | SUI | ITA | ESP | -       | 0     |
| 1955 | Leslie Marr | Connaught | Lea-Francis | ARG | MON | 500 | BEL | HOL    | GBR Ret | ITA |     |     | -       | 0     |

### Resum
| Curses: | Victòries: | Pòdiums: | Poles: | Voltes ràpides: | Punts: |
| ------- | ---------- | -------- | ------ | --------------- | ------ |
| 2       | 0          | 0        | 0      | 0               | 0      |